# Miss České republiky 2009
Miss České republiky 2009 je 21. ročník soutěže krásy Miss České republiky. Finálový večer, kde se o držitelce titulu Miss České republiky pro rok 2009 rozhodlo, se konal v sobotu 24. října 2009 v pražském Clarion Congress Hotelu. Přímým přenosem byl vysílán Českou televizí.
Slavnostním večerem provázela dvojice moderátorů Miroslav Etzler a Miroslav Šimůnek.

## Vedlejší ocenění
Vedle hlavní soutěže Miss byly vyhlašovány ještě i vítězky dalších soutěží souvisejících se soutěží Miss České republiky. Byly jimi:
- Miss Sympatie 2009 - hlasovali diváci
- Miss Nej hlas 2009 - hlasovali posluchači rádia Impuls
- Miss Online 2009 - hlasovali čtenáři serveru iDNES.cz
- Miss Silueta 2009 - vybírali porotci finálového večera na základě promenády v plavkách
- Miss Elegance 2009 - vybírali porotci finálového večera dle předvedení šatů od módní návrhářky Liběny Rochové
- Miss Talent 2009 - vybírali porotci finálového večera podle výkonů jednotlivých soutěžících ve volné disciplíně

## Finalistky soutěže
Finále soutěže se zúčastnilo celkem 12 dívek:

### Anita Malatová (soutěžní číslo 1)
Narodila se 3. června 1986 a žije v Břeclavi.

### Nikol Rišková (soutěžní číslo 2)
Narodila se 5. ledna 1990 a žije v Klatovech. Stala se držitelkou titulů Miss Sympatie 2009 a Miss Online 2009.

### Monika Krpálková (soutěžní číslo 3)
Narodila se 1. července 1988 a žije v Chrudimě. Stala se držitelkou titulu Miss Elegance 2009.

### Hana Věrná(soutěžní číslo 4)
Narodila se 10. května 1989 a žije v Kudlovicích. Stala se II. Vicemiss České republiky 2009 a vedle toho je též držitelkou titulu Miss Nej hlas 2009.

### Izabela Škorníčková (soutěžní číslo 5)
Narodila se 11. dubna 1991 a žije v Hradci Králové.

### Barbora Škodová (soutěžní číslo 6)
Narodila se 26. září 1988 a žije v Uničově.

### Lucie Smatanová(soutěžní číslo 7)
Narodila se 11. března 1986 a žije v Kochánkách. Stala se I. Vicemiss České republiky 2009.

### Kristýna Rabštejnková (soutěžní číslo 8)
Narodila se 23. prosince 1991 a žije v Klášterci nad Ohří. Stala se držitelkou titulu Miss Silueta 2009.

### Petra Venclová (soutěžní číslo 9)
Narodila se 19. ledna 1988 a žije v Praze.

### ANETA VIGNEROVÁ(soutěžní číslo 10)
Narodila se 27. října 1987 a žije v Havířově. Stala se Miss České republiky 2009 a vedle toho je též držitelkou titulu Miss Talent 2009.

### Tereza Fajksová(soutěžní číslo 11)
Narodila se 17. května 1989 a žije v Ivančicích.

### Gabriela Bísková(soutěžní číslo 12)
Narodila se 16. května 1990 a žije v Praze.

## Konečné pořadí
| Miss České republiky 2009 - Aneta Vignerová        |
| I. Vicemiss České republiky 2009 - Lucie Smatanová |
| II. Vicemiss České republiky 2009 - Hana Věrná     |

## Umístění na mezinárodních soutěžích
- vítězka Aneta Vignerová se na Miss World 2009 neumístila.
- I. vicemiss Lucie Smatanová se na Miss International 2010 neumístila.
- II. vicemiss Hana Věrná se na Miss Supranational 2010 stala I. vicemiss.